# Thomas Hirschhorn

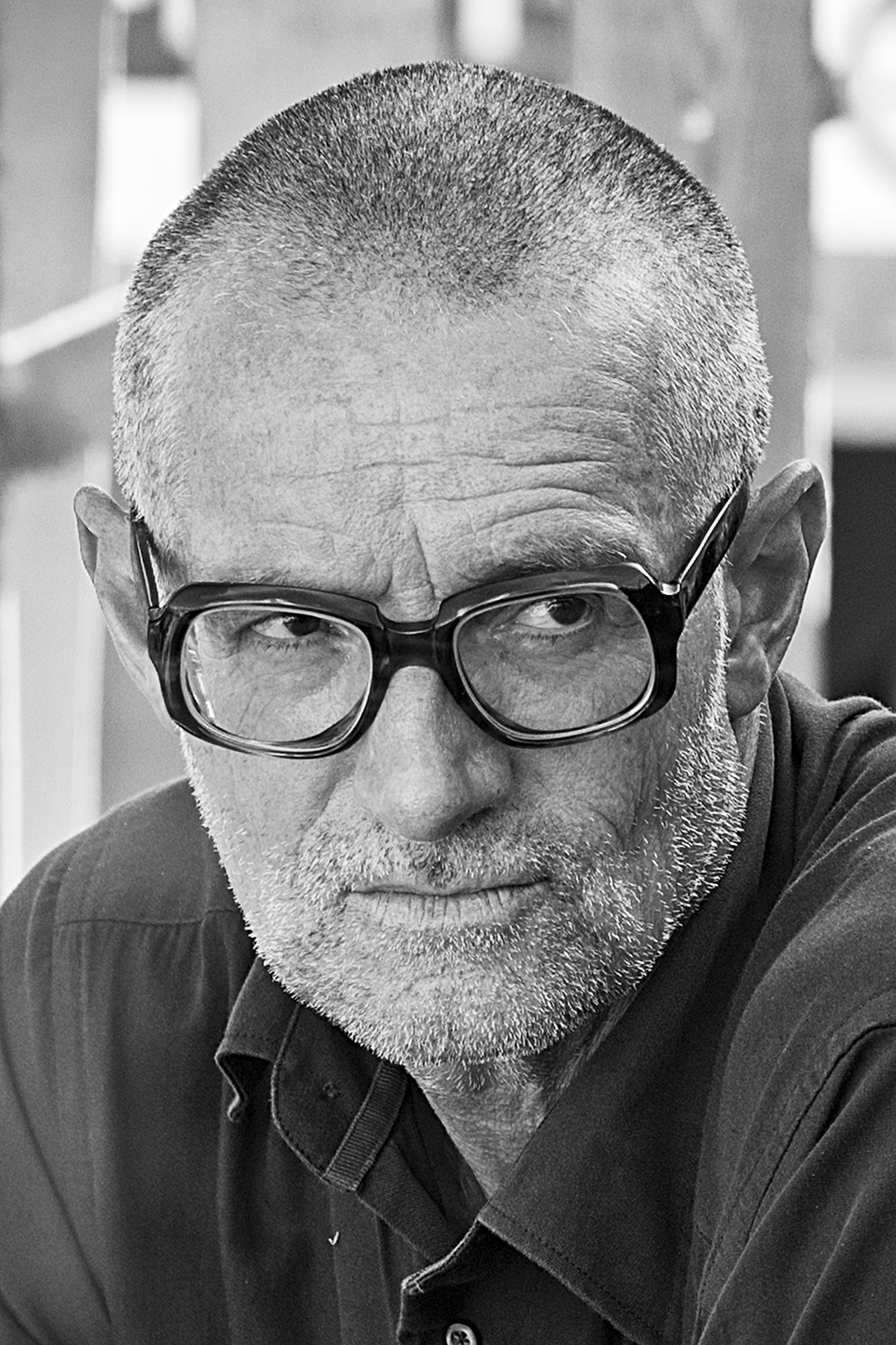
Thomas Hirschhorn, Biel/Bienne (2019)

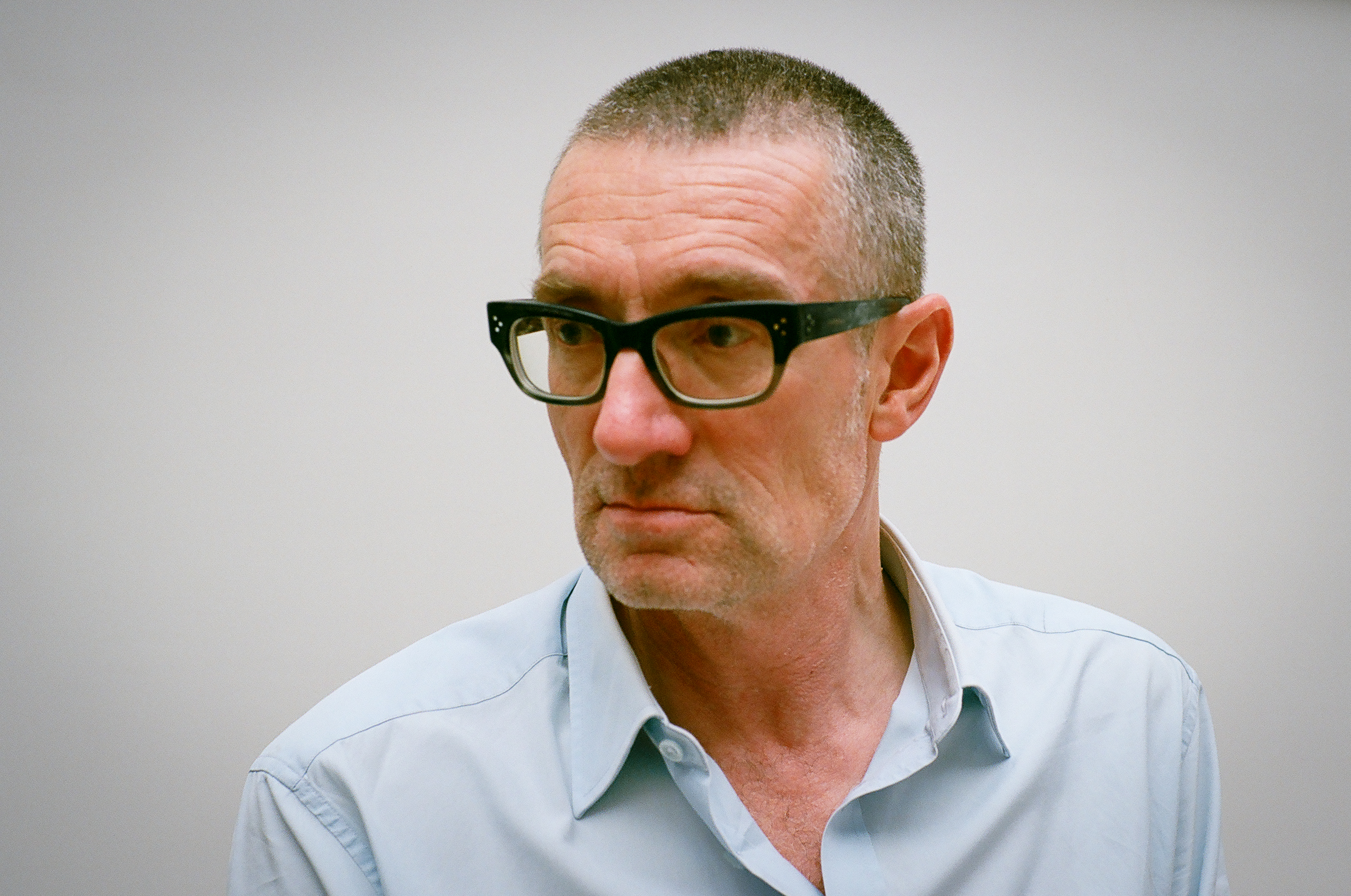
Thomas Hirschhorn (2014)

Thomas Hirschhorn (* 16. Mai 1957 in Bern) ist ein Schweizer Installationskünstler.

## Leben und Werk

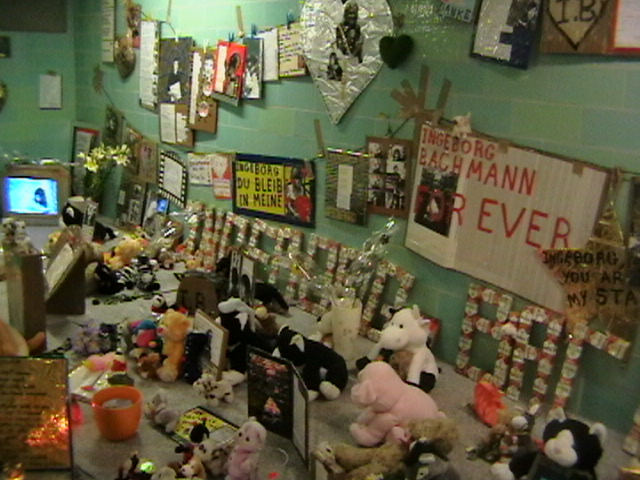
Installation Ingeborg Bachmann Altar im U-Bahnhof Berlin Alexanderplatz (2006)

Thomas Hirschhorn lebt und arbeitet seit 1984 in Paris, Frankreich. Der in Bern geborene Hirschhorn wuchs in Davos auf, besuchte die Hochschule für Gestaltung und Kunst in Zürich und gewann ab Mitte der 1990er Jahre internationale Anerkennung für seine Installationen, beispielsweise die Installation Kunsthalle prekär in Langenhagen (1996). Hirschhorn versteht sich nach eigener Aussage als ein Künstler, der „Kunst politisch macht“.
Eine Form der Installation, die Hirschhorn in verschiedenen Städten an öffentlichen Orten aufbaut, ist der Straßenaltar. Bisher widmete er seine Altäre fünf Personen aus Bildender Kunst, Literatur und Philosophie: Piet Mondrian, Otto Freundlich, Raymond Carver, Ingeborg Bachmann und Simone Weil. Im Oktober 2006 installierte er für das Ausstellungsprojekt „U2 Alexanderplatz“ der Neuen Gesellschaft für bildende Kunst (NGBK) im U-Bahnhof Berlin Alexanderplatz den „Ingeborg Bachmann Altar“. Auch sein Simone Weil Memorial im Rahmen von The Way Out (Steirischer Herbst 2021) zählt zu diesen Arbeiten.
Crystal of Resistance war der Titel der Installation von Hirschhorn im Pavillon der Schweiz auf der 54. Biennale di Venezia. Mit dieser Arbeit wollte er nach eigenen Angaben drei Fragen an seine Arbeit stellen. „Erstens: Kann meine Arbeit einen neuen Begriff der Kunst erschaffen? Zweitens: Kann meine Arbeit einen ‚kritischen Körper‘ aufbauen? Drittens: Kann meine Arbeit ein ‚Nicht-exklusives Publikum‘ implizieren?“
Zehn Wochen lang im Sommer 2013 in New York City öffnete sein Pavillon des Gramsci-Monument für Anwohner und internationale Gäste in der Bronx. Ähnliche Dimensionen hatte 2019 die Robert Walser Skulptur Be an Outsider! Be a Hero! Be Robert Walser!, Hirschhorns erstes Großprojekt in der Schweiz.

## Kritik
Größere internationale Bekanntheit erlangte Hirschhorn durch die Installation „Swiss-Swiss Democracy“ im Schweizer Kulturzentrum Paris, 2004. Diese war Medienberichten zufolge ein Skandal, da sie der Außendarstellung des Landes schade. Nach einer Welle der Empörung im Nationalrat wurden als Strafaktion der Kulturstiftung Pro Helvetia die Mittel in Höhe des Beitrags der Stiftung an diese Ausstellung gekürzt. Stein des Anstoßes war unter anderem ein Angriff auf Bundesrat Christoph Blocher oder das Kollagieren von Folterbildern aus dem Irak mit Wappen der Schweizer Kantone; ein Detail in der für Hirschhorn typischen skulpturalen Installation.

## Auszeichnungen (Auswahl)
- 2001: Preis für junge Schweizer Kunst
- 2001: Prix Marcel Duchamp
- 2003: Rolandpreis für Kunst im öffentlichen Raum
- 2004: Joseph-Beuys-Preis Basel
- 2011: Kurt-Schwitters-Preis, Hannover
- 2018: Prix Meret Oppenheim[5]

## Ausstellungen (Auswahl)
- 1994: Jeu de Paume, Paris.

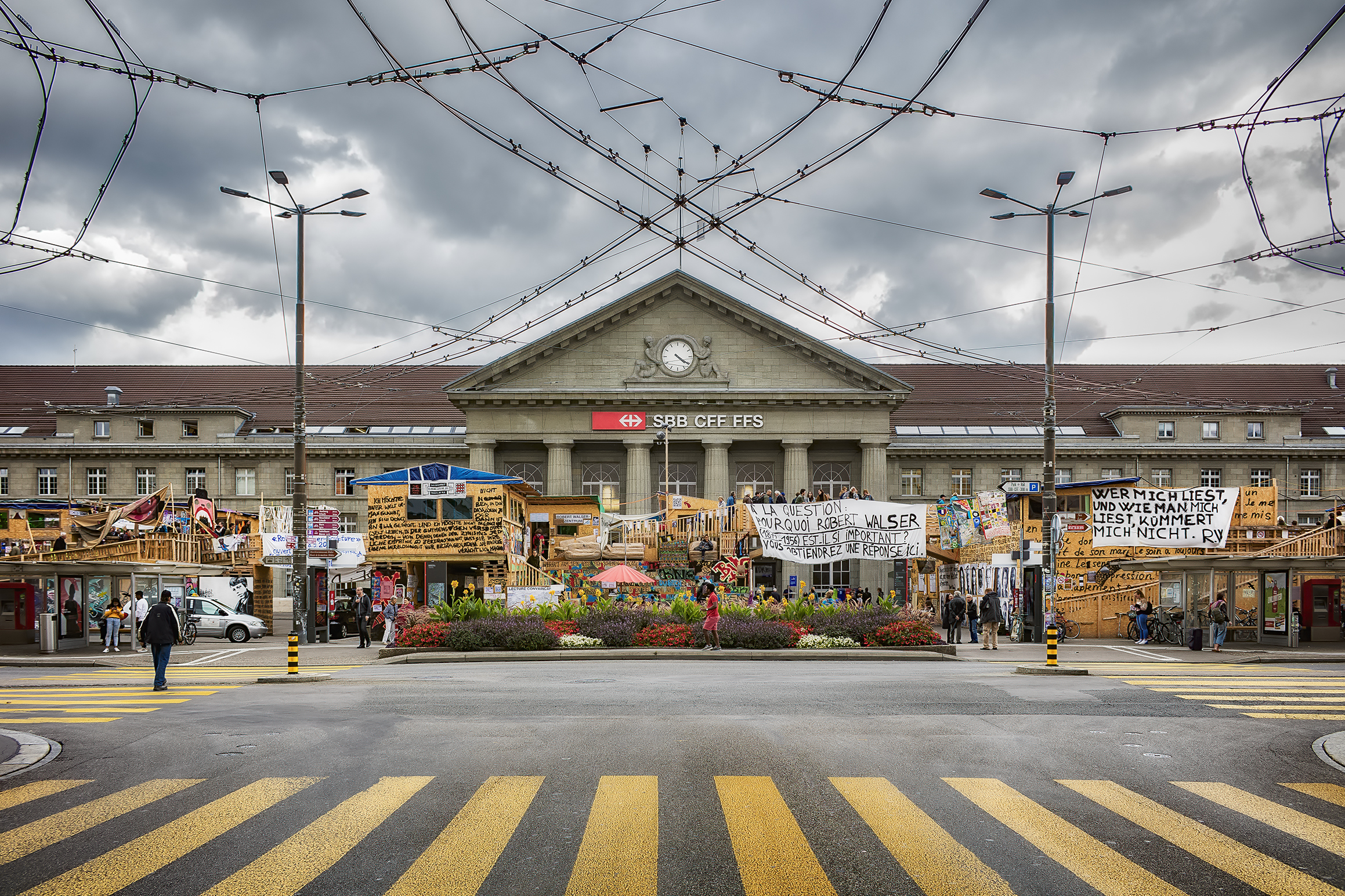
Die Robert Walser Skulptur, Bahnhofplatz Biel, 2019

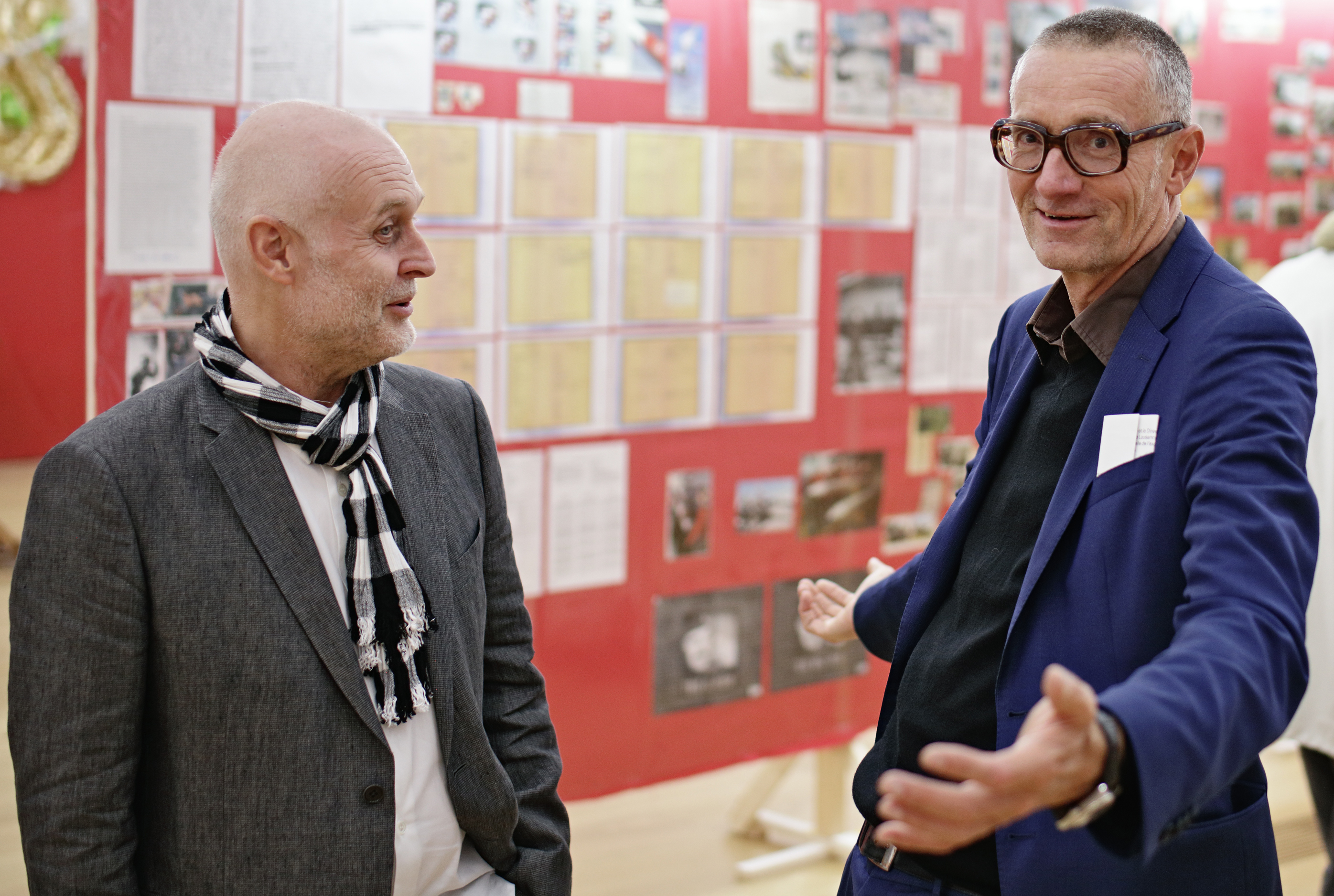
Thomas Hirschhorn und Bernard Fibicher, Swiss Army Knife, MCBA Lausanne, 2019

- 1998: „Swiss Army Knife“, Kunsthalle Bern.
- 2001: Kunsthaus Zürich, Zürich.
- 2002: Documenta11, Kassel, hier das Bataille Monument, welches er vom Mai bis September in der Friedrich-Wöhler-Siedlung zeigte.
- 2003: United Nations Miniature, Zentrum für zeitgenössische Kunst Málaga
- 2004: 24h Foucault, Palais de Tokyo, Paris.
- 2004: Centre Culturel Suisse, Paris.
- 2005: Pinakothek der Moderne, München.
- 2005: Bonnefantenmuseum, Maastricht.
- 2006: Kestnergesellschaft, Hannover.
- 2008: Wiener Secessionsgebäude, Wien.
- 2010: Intensif-Station, K21 Ständehaus.
- 2011: Schweizer Pavillon der 54. Biennale di Venezia, Titel: Chrystal of Resistance.
- 2013: Gramsci-Monument Pavillon in New York City, Bronx.
- 2016: SPERR, Wiesbaden Biennale, Staatstheater Wiesbaden.[6]
- 2018: Never give up the spot, Villa Stuck, München.
- 2019: Robert-Walser-Skulptur, Biel.[7]
- 2021: Simone Weil Memorial, Graz.[8]

## Öffentliche Sammlungen
- Sammlung Falckenberg, Hamburg
- Kunsthalle Mannheim
- K21 Ständehaus, Düsseldorf